# Budrovac Lukački
Budrovac Lukački je selo u općini Lukač koji se nalazi u Virovitičko-podravskoj županiji. 
Budrovac ima stotinjak obitelji. Selo se najvećim dijelom bavi poljoprivredom. No, ima i stanovnika koji rade u obližnjem gradu, sjedištu županije Virovitičko-podravske, Virovitici. Dakle, rade u tvornici šećera Viro, drvnoj industriji Tvin ili u komulanom poduzeću Virkom.

## Podjela
Budrovac se dijeli na tri dijela. To su redom: Stari Red, Novi Red i Pemija. Pemija je dio Budrovca koji je najstarije sagrađen. Kasnije su građene kuće u Starom Redu. Zadnji je Novi Red u kom su kuće najkasnije sagrađene.

## Povijest
Povijest Budrovca se može podijeliti na više razdoblja. Prvo je razboblje prapovijesti o kojem jako malo znamo, zatim razdoblje starog vijeka u kojem selo počinje svoj život iako pravog života u to doba tamo i nije bilo. Tek u srednjem vijeku tu se počinju graditi vrlo skromne kućice. Skromno se živjelo i u Prvoj Jugoslaviji. Budrovac dobiva svoj procvat tek dolaskom Druge Jugoslavije ili SFR Jugoslavije. Asfaltiraju se ceste i 1960-ih godina dolazi u selo struja. Danas se intenzivno radi na boljitku Budrovčana. Asfaltirana je i posljednja ulica u Budrovcu, Pemija.
Budrovčani odlaze u obližnje selo Rit kako bi obrađivali zemlju. Ističu se polja kao što su Rit, Budžak, Kaniža, Laniki i Vir. 

## Stanovništvo
| broj stanovnika | 413   | 487   | 401   | 407   | 376   | 393   | 365   | 383   | 331   | 318   | 308   | 250   | 202   | 160   | 154   | 138   | 103   |
|                 | 1857. | 1869. | 1880. | 1890. | 1900. | 1910. | 1921. | 1931. | 1948. | 1953. | 1961. | 1971. | 1981. | 1991. | 2001. | 2011. | 2021. |